# Colletes fodiens
Collète fouisseur
Espèce
Colletes fodiens, le Collète fouisseur, est une espèce d'abeilles solitaires de la famille des Colletidae. Comme d'autres espèces de son genre, elle creuse son nid dans le sable.

## Liste des sous-espèces
Selon BioLib (27 septembre 2021) :
- Colletes fodiens fodiens (Fourcroy, 1785)
- Colletes fodiens hispanicus Noskiewicz, 1936
- Colletes fodiens kirgisicus Radoszkowski, 1868